# Kudluru, Tirumakudal Narsipur
Kudluru là một làng thuộc tehsil Tirumakudal Narsipur, huyện Mysore, bang Karnataka, Ấn Độ.